# Koumansetta rainfordi
Koumansetta rainfordi és una espècie de peix de la família dels gòbids i de l'ordre dels perciformes.

## Morfologia
- Els mascles poden assolir 8,5 cm de longitud total.[1][2]

## Hàbitat
És un peix marí, de clima tropical (22 °C-30 °C) i associat als esculls de corall que viu entre 2-30 m de fondària.

## Distribució geogràfica
Es troba al Pacífic occidental: les Illes de l'Almirallat, Austràlia, Fiji, Indonèsia, les Illes Marshall, la Micronèsia, Palau, Papua Nova Guinea, les Filipines, Taiwan, Tonga i el Vietnam.

## Observacions
És inofensiu per als humans.